# Четона
Четона (итал. Cetona) — коммуна в Италии, располагается в регионе Тоскана, в провинции Сиена.
Население составляет 2855 человек (2008 г.), плотность населения составляет 54 чел./км². Занимает площадь 53 км². Почтовый индекс — 53040. Телефонный код — 0578.
Покровителем коммуны почитается святой первомученик Стефан, празднование 26 декабря.

## Демография
Динамика населения:

## Администрация коммуны
- Официальный сайт: http://www.comune.cetona.siena.it/

## Инфраструктура
Основа экономики — сельское хозяйство (виноградарство, производство вин). В Четоне сохраняется плантация вымирающего сорта винограда Абруско, известного с 1600 года.